# Универзитет у Дараму
Универзитет у Дараму (енгл. University of Durham) је државни универзитет у Дараму. Основан је Законом Парламента из 1832. и инкорпориран краљевском дозволом из 1837. Први је признати универзитет који је отворен у Енглеској више од 600 година, након Оксфорда и Кембриџа, и стога је, пратећи стандардну историјску праксу, трећи универзитет по старости у Енглеској.

## Историја
Између 1286. и 1291. године бенедиктински монаси из Дарама основали су салу на Универзитет у Оксфорду како би им пружили место за учење. Године 1381. су добили задужбину од Томаса Хетфилда, бискупа од Дарема, чиме је назван Дарам колеџ. Предат је Круни 1545. након реформације. Снажна традиција теолошког учења у Дараму је довела до разних покушаја да се формира универзитет у самом граду, посебно под краљем Хенријем VIII Тјудором, а затим под Оливером Кромвелом који је издао писма о патентима и номиновао проктора и сараднике за оснивање колеџа 1657. Међутим, предлог да се колеџу дозволи да додељује дипломе наишао је на противљење Универзитета у Оксфорду и Кембриџу и цео план је одбачен приликом обнове монархије 1660. Године 1832. је парламент, на подстицај архиђакона Чарлса Торпа и уз подршку бискупа од Дарама Вилијама ван Милдерта, донео закон који омогућава декану и капитулу Дарамске катедрале да присвоји део имовине њихове цркве до оснивања Универзитета и, у складу са тим, је универзитет настао. Тај акт је добио краљевску сагласност краља Вилијама IV од Уједињеног Краљевства 4. јула 1832.